# Ponsan-Soubiran

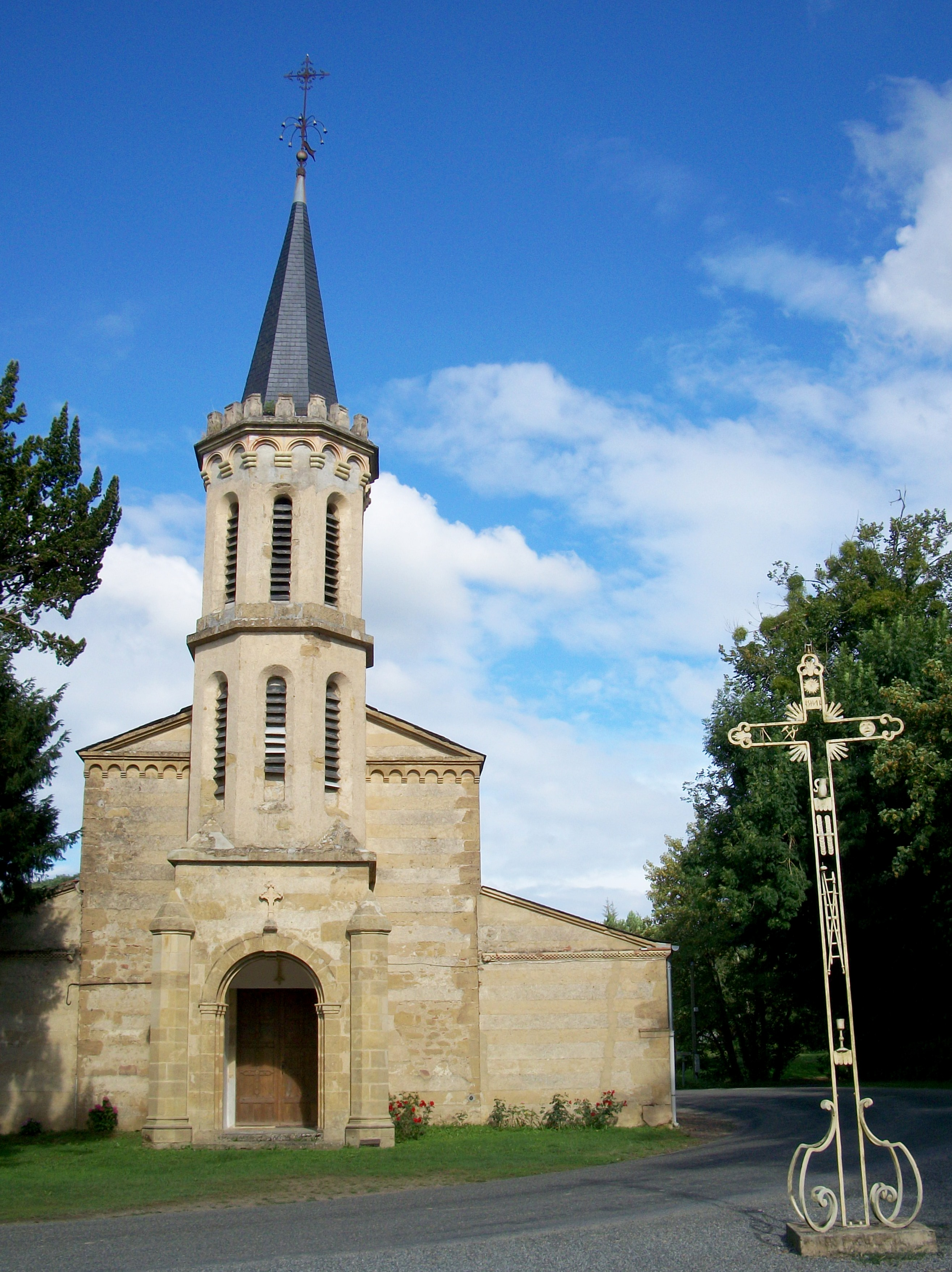
Kerk

Ponsan-Soubiran is een gemeente in het Franse departement Gers (regio Occitanie) en telt 121 inwoners (2004). De plaats maakt deel uit van het arrondissement Mirande.

## Geografie
De oppervlakte van Ponsan-Soubiran bedraagt 6,8 km², de bevolkingsdichtheid is 17,8 inwoners per km².
De onderstaande kaart toont de ligging van Ponsan-Soubiran met de belangrijkste infrastructuur en aangrenzende gemeenten.

## Demografie
Onderstaande figuur toont het verloop van het inwonertal (bron: INSEE-tellingen).